# Clara Nordström
Clara Nordström (Geburts- und Künstlername von Clara Elisabet von Vegesack; * 18. Januar 1886 in Karlskrona, Schweden; † 7. Februar 1962 in Mindelheim) war eine in Schweden geborene, hauptsächlich in Deutschland tätige Schriftstellerin und Übersetzerin.

## Leben
Clara Elisabet Nordströms Vater war Arzt, ihre Mutter Landwirtin. Sie hatte einen sechs Jahre älteren Bruder Ludvig. Sie wuchs in Växjö auf, wo sie wegen Krankheit bis zu ihrem zwölften Lebensjahr ans Bett gefesselt war. Erst danach besuchte sie verschiedene Privatschulen in Växjö. 1903 kam sie nach Hildesheim und danach nach Braunschweig, um die deutsche Sprache zu erlernen. Im Hause ihres Lehrers Ludwig Reiche lernte sie dessen Sohn Armin Reiche (* 1871) kennen. Er war Oberlehrer an der Realschule in der Altstadt (Bremen). Clara Nordström heiratete 1905 nach kurzer Verlobung den um 15 Jahre älteren Mann, zog nach Bremen und bekam 1906 den Sohn Gustav Adolf. Armin Reiche erhielt 1908 das Angebot, im etwa 70 km entfernten Varel Schuldirektor des heutigen Lothar-Meyer-Gymnasium zu werden. Der Sohn Gustav Adolf hat an dieser Schule sein Abitur gemacht. Die Ehe wurde 1909 geschieden.
Clara Nordström kehrte für kurze Zeit nach Växjö zurück und zog im gleichen Jahr nach Deutschland, wo sie in Berlin Fotografin werden wollte. Nach drei Jahren Ausbildung und Praktikum musste sie den Beruf aus gesundheitlichen Gründen aufgeben.
1912 zog sie nach München, um Schriftstellerin zu werden. Dort lernte sie 1914 Siegfried von Vegesack kennen, den sie 1915 in Stockholm heiratete. 1916 zog sie mit ihrem Mann nach Berlin, wo im April 1917 ihre Tochter Isabel geboren wurde. Auf Grund einer Erkrankung Siegfried von Vegesacks zog die Familie 1917 auf einen Bauernhof bei Dingolfing und später nach Großwalding bei Deggendorf. 1918 erwarben sie einen alten Getreidekasten bei der Burgruine Weißenstein in der Nähe von Regen, den sie zum Wohnturm umfunktionierten. 1920 wurde die zweite Tochter, Karin, geboren, die wenige Tage später starb. 1923 kam Sohn Gotthard auf die Welt, der 1944 während des Zweiten Weltkrieges fiel. 1923 veröffentlichte Nordström sowohl in Deutschland als auch in Schweden ihren ersten Roman Tomtelilla. Alle folgenden Bücher erschienen nur mehr auf Deutsch.
Nachdem ihre Mutter gestorben war, fiel eine wichtige Geldquelle weg. Nordström eröffnete daher im Turm eine Unterkunft für Künstler und Schriftsteller. In diesen Jahren lebte sich das Ehepaar langsam auseinander. 1929 zog die Familie in die Schweiz. Kurz darauf zog Clara Nordström mit den Kindern nach Stuttgart und ließ sich 1935 auf Wunsch Vegesacks scheiden. In diesem Jahr begann sie Lesungen in ganz Deutschland zu halten. 1936 kehrte sie kurzzeitig in den Wohnturm in Weißenstein bei Regen zurück, baute 1938/39 ein Haus in Baiersbronn im Schwarzwald.
Von Deutschland aus veröffentlichte Nordström während des Krieges Artikel im Den Svenske Folksocialisten, Organ der Nationalsozialistischen Arbeiterpartei Sven Olov Lindholms. 1944 wurde Nordström nach Königsberg berufen, um im schwedischen Programm des deutschen Reichssenders Königsberg aus ihren Texten zu lesen, musste aber 1945 nach Hamburg fliehen.
Während ihres ganzen Lebens hatte sie immer wieder mit schweren Erkrankungen zu kämpfen und setzte sich stark mit ihrem Glauben auseinander, was auch die Figuren in ihren Büchern tun. 1948 wechselte sie von der protestantischen zur katholischen Konfession. Etwa 1950 zog sie erneut nach Stuttgart, wurde Oblatin des Hl. Benedikt in der Klosterkirche von Neresheim. 1952 ließ sie sich in Dießen am Ammersee nieder, um in Bayern Lesungen halten zu können.
Sie starb 1962 im Alter von 76 Jahren und wurde in Mindelheim begraben.

## Werke
- Tomtelilla, 1923 (überarbeitete Fassung 1953)
- Kajsa Lejondahl, 1933
- Frau Kajsa, 1934
- Roger Björn, 1935
- Lillemor, 1936
- Der Ruf der Heimat, 1938
- Bengta, die Bäuerin aus Skane, 1941
- Sternenreiter, 1946 (ab 1951 bei einem anderen Verlag unter dem Namen Engelbrecht Engelbrechtsson)
- Die letzte der Svenske, 1952
- Licht zwischen den Wolken, 1952
- Kristof, 1955
- Der Weg in das große Leuchten, 1955
- Mein Leben, 1957
- Der Findling vom Sankt Erikshof, 1961
- Die Flucht nach Schweden, 1960
- Die höhere Liebe, 1963 (postum erschienen)